# میگوس
میگوس (به انگلیسی: Migos) یک بند سه نفره هیپ‌هاپ آمریکایی است.
بند میگوس از مطرح‌ترین‌های سبک ترپ به شمار می‌رود و تاکنون به موفقیت‌های تجاری و موسیقایی بسیاری دست یافته اند.
حدودا یک سال بعد از اینکه گروه میگوس چهارمین آلبوم استودیویی خود یعنی culture III فرهنگ۳ را منتشر کرد،
کواوو و تیکاف آهنگی بدون حضور آفست منتشر کردند 
و شایعاتی مبنا بر از هم پاشیدن گروه شروع شد و آفست تیکاف و کواوو رو در اینستاگرام آنفالو کرد 
کمی بعد از این قضیه ، شایعاتی در توییتر آغاز شد مبنا بر اینکه آفست با دوست دختر سابق کواوو رابطه داشته و این موضوع کواوو را عصبانی کرده و علت از هم پاشیدن گروه هم همین هست 
چند ماه بعد ، در اکتبر ۲۰۲۲ ، کواوو و تیکاف آلبوم مشترک خود را منتشر کردند 
متأسفانه تنها ۲۵ روز بعد از انتشار آلبوم ، تیکاف در هیوستون مورد شلیک گلوله قرار گرفت و درگذشت.
آلبوم مشترک او با کواوو ، آخرین پروژه اش بود 
۵ ماه پس از مرگ تیکاف کواوو با انتشار ترکی بنام greatness اعلام کرد که با مرگ تیکاف میگوس دیگر وجود نخواهد داشت و همه چیز تمام شده.

## همکاری‌های مرتبط
کیتی پری، نیکی میناژ، کاردی بی، گوچی مِین، دریک، دی جی خالد، تراویس‌‌ اسکات، جویس‌ ورلد، پاپ اسموک، جاستین بیبر، موردا بیتز، پولو‌جی، کریس براون، مستارد، فیوچر،
لیل اوزی ورت و کمپانی اچ‌دی‌سی

## آلبوم ها
| اسم آلبوم                      | همکاری ها | سال انتشار       |
| ------------------------------ | --- | ---------------- |
| Juug Season                    | Migos | ۲۰۱۱             |
| Young Rich Niggas              | Gucci Mane, Trinidad James, Riff Raff , ،Migos,Soulja Boy                                                            | سپتامبر ۲۰۱۳     |
| Young Rich Nation              | Gucci Mane, 2Chainz, Young Thug, Travis Scott, Kanye West, DJ Khaled and more                                        | ۲۰۱۵             |
| Young Rich Niggas 2            | [ نیازمند اسناد ] | ۲۰۱۶             |
| Culture                        | DJ Khaled, Lil Uzi Vert, Gucci Mane, 2 Chainz Travis Scott,                                                          | ۲۰۱۷             |
| فرهنگ ٢ (انگلیسی : Culture 2 ) | 21 Savage, Drake, Gucci Mane, Travis Scott, Ty Dolla Sign, Big Sean, Nicki Minaj, Cardi B, Post Malone and 2 Chainz. | ۲۰۱۸             |
| Culture 3                      | Future , Drake , PopSmoke , PoloG , CardiB , JustinBieber , JuiceWrld , NBAYoungBoy(YoungBoyNeverBrokenAgain)        | منتشر شده (۲۰۲۰) |